# Paisaje con el embarque en Ostia de Santa Paula Romana
Paisaje con el embarque en Ostia de santa Paula Romana, o más simplemente El embarque de santa Paula es un cuadro realizado por el pintor francés del Barroco Claudio de Lorena. Mide 211 cm de alto y 145 cm de ancho, y está pintado al óleo sobre lienzo. Data de los años 1639-1640. 
Fue un encargo del rey de España Felipe IV para decorar el Palacio del Buen Retiro (en concreto para la Galería de Paisajes), formando parte de una serie pictórica en la que también participaron otros grandes pintores de la época, como Nicolas Poussin, Herman van Swanevelt, Jan Both, Gaspard Dughet y Jean Lemaire. De la colección real pasó al Museo del Prado de Madrid, donde se expone actualmente (nº de catálogo 2254). 
Lorena realizó ocho cuadros monumentales para el Buen Retiro, en dos grupos: cuatro de formato longitudinal (1635-38: Paisaje con las tentaciones de San Antonio, Paisaje con San Onofre, Paisaje con Santa María de Cervelló y un cuarto desconocido) y cuatro de formato vertical (1639-41: Paisaje con Tobías y el Arcángel Rafael, El puerto de Ostia con el embarque de Santa Paula Romana, Paisaje con Moisés salvado de las aguas del Nilo, Paisaje con el entierro de Santa Serapia). El programa iconográfico, tomado de la Biblia e Historias de los Santos, fue elegido por el conde-duque de Olivares, que dirigía las obras.

## Descripción

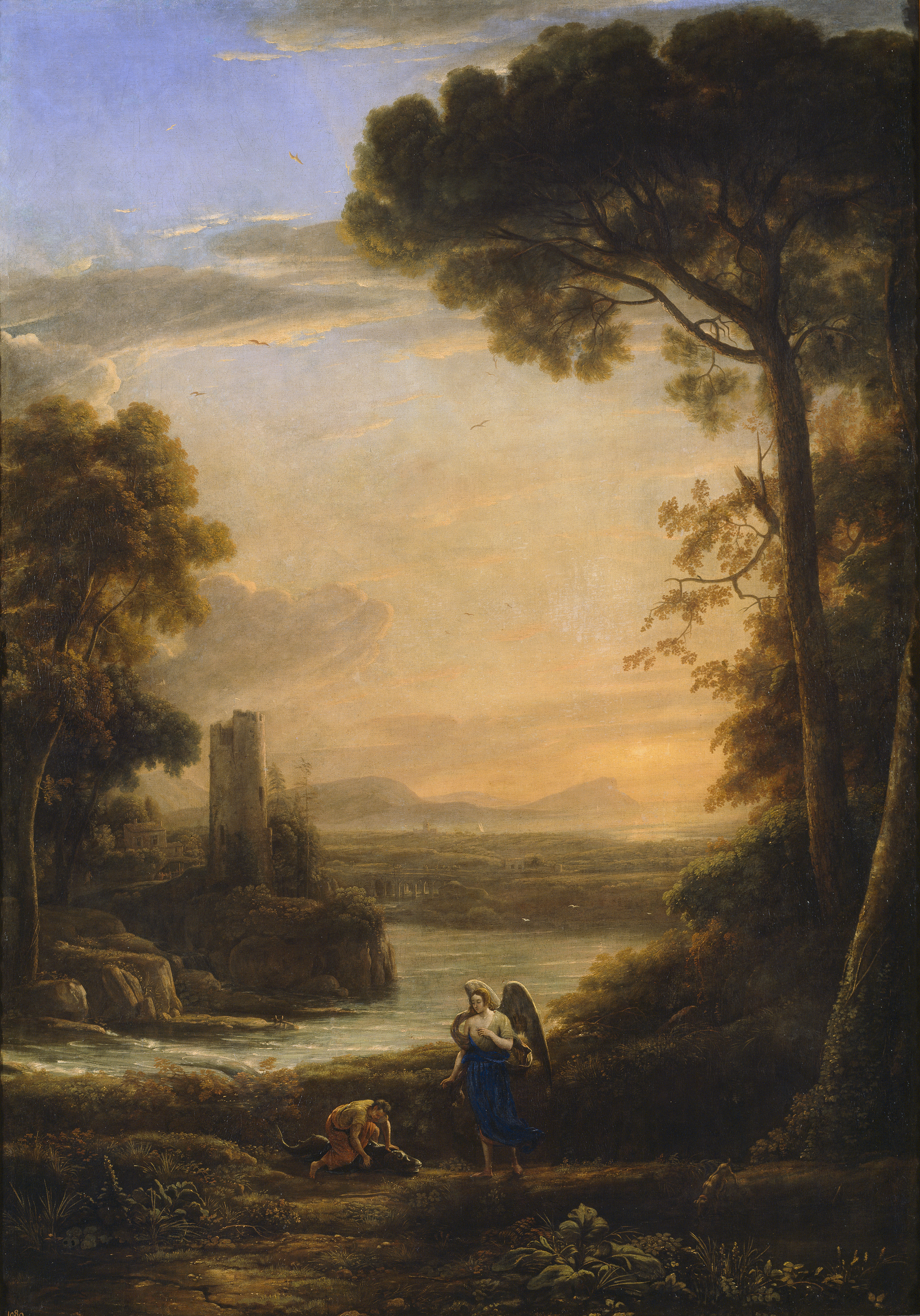
Paisaje con Tobías y el Arcángel Rafael, pareja del Embarque de santa Paula.

Se trata de una escena religiosa. La historia que cuenta es el momento en que Santa Paula (siglo IV) se despide de sus hijos y se embarca en el puerto romano de Ostia, marchando a Palestina, donde vivirá como ermitaña con San Jerónimo. Pero el tema religioso es más bien un pretexto para pintar un paisaje. Claudio repitió el tema de santa Paula en otras dos obras, una conservada en la colección del duque de Wellington (Stratfield Saye House) y otra en el Museo de los Vosgos (Épinal). 
Es una de las obras más conocidas de Claudio de Lorena, y muy representativa del tipo de paisaje que realizaban los grandes maestros del clasicismo barroco como Poussin y el propio Claudio, con arquitecturas monumentales o ruinas enmarcando una naturaleza casi siempre idílica y apacible. Es característica de Claudio la luz dorada del sol en el horizonte y la pequeñez de las figuras en el ambiente grandioso que las rodea.

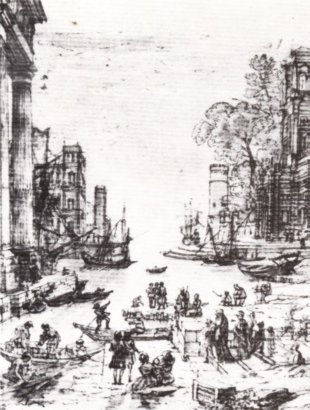
El puerto de Ostia con el embarque de Santa Paula Romana, dibujo en el Liber Veritatis (British Museum, Londres).

La composición del cuadro está compuesta de un punto de fuga central (donde se sitúa el sol), al que conduce el escenario dispuesto en forma de coulisse, de bastidores teatrales en forma de arquitecturas situadas a ambos lados de la escena. Dicha arquitectura es anacrónica respecto a la escena representada, ya que en vez de pertenecer a época romana se corresponde estilísticamente con la arquitectura renacentista. 
Este cuadro formaba pareja (pendant) con Paisaje con Tobías y el Arcángel Rafael, también en el Prado: mientras Santa Paula representa el amanecer, Tobías está situado al atardecer, simbolizando el paso del tiempo.
El cuadro tiene dos inscripciones: IMBARCO S PAVLA ROMANA PER TERRA Sta (abajo a la derecha) y PORTUS OSTIENSIS A(ugusti) ET TRA(iani) (delante sobre una piedra).
Esta obra figura en el Liber Veritatis (cuaderno de dibujos donde Claudio dejaba constancia de todas sus obras, para evitar las falsificaciones) con el número 49.